# آن وویچیتسکی
آن ای. وویچیتسکی (‎/wuːˈtʃɪtski/‎ woo-CHITS-kee;؛ زادهٔ ۲۸ ژوئیهٔ ۱۹۷۳) کارآفرین آمریکایی و بنیانگذار مشترک شرکت ژنومیک شخصی ۲۳اندمی است. او این شرکت را در سال ۲۰۰۶ به همراه لیندا آوی و پال کوزنزا تأسیس کرد. وویچیتسکی همچنین از بنیانگذاران و اعضای هیئت مدیره جایزه بریکترو در علوم زیستی است.

## اوایل زندگی و تحصیل
وویچیتسکی در پالو آلتو، کالیفرنیا به دنیا آمد و کوچک‌ترین فرزند از سه خواهر است. خواهران او شامل سوزان وویچیتسکی (مدیرعامل سابق یوتیوب) و جنت وویچیتسکی (انسان‌شناس و اپیدمیولوژیست) می‌شوند. پدرش استنلی وویچیتسکی، استاد بازنشسته فیزیک دانشگاه استنفورد و مادرش استر وویچیتسکی، روزنامه‌نگار و مربی آموزشی است. او دوران کودکی خود را در محوطه دانشگاه استنفورد گذراند و در ۱۴ سالگی اسکیت نمایشی و هاکی روی یخ را آغاز کرد.
پس از فارغ‌التحصیلی از دبیرستان گان در پالو آلتو، وویچیتسکی مدرک کارشناسی زیست‌شناسی خود را از دانشگاه ییل در سال ۱۹۹۶ دریافت کرد. او در این دانشگاه در تیم هاکی روی یخ زنان بازی می‌کرد و تحقیقاتی در زمینه زیست‌شناسی مولکولی در مؤسسات ملی سلامت و دانشگاه کالیفرنیا، سن دیگو انجام داد.
پس از تحصیل، وویچیتسکی به عنوان مشاور مراقبت‌های بهداشتی در شرکت سرمایه‌گذاری پاسپورت کپیتال و اینوستر ای‌بی فعالیت کرد. پس از چهار سال تحلیلگری در زمینه سرمایه‌گذاری‌های بهداشتی و بیوتکنولوژی، او از فرهنگ وال استریت و نگرش آن به مراقبت‌های بهداشتی سرخورده شد و تصمیم گرفت به جای تحصیل پزشکی، بر تحقیقات زیست‌شناسی تمرکز کند.
در سال ۲۰۰۶، وویچیتسکی شرکت ۲۳اندمی را تأسیس کرد که به مصرف‌کنندگان امکان تحلیل اطلاعات ژنتیکی و پیش‌بینی خطرات سلامتی را می‌دهد. هدف او از تأسیس این شرکت، ارائه دسترسی عمومی به اطلاعات ژنتیکی برای پیش‌بینی و درمان بیماری‌ها بود. سرمایه‌گذاری ۳۰۰ میلیون دلاری شرکت GSK در این پروژه، به پیشبرد اهداف آن کمک شایانی کرد.
وویچیتسکی در سال ۲۰۱۳ توسط مجله فست کامپانی به عنوان «جسورترین مدیرعامل» معرفی شد. او همچنین در هیئت مدیره چندین شرکت از جمله کازوو فعالیت دارد. در سال ۲۰۲۰، فوربس او را در رتبه ۹۳ فهرست ۱۰۰ زن قدرتمند جهان قرار داد.

## حرفه
در حوزه سرمایه‌گذاری املاک، وویچیتسکی و همسر سابقش سرگئی برین، چندین ملک تجاری در مرکز شهر لوس آلتوس خریداری کردند. شرکت سرمایه‌گذاری آنها با نام لوس آلتوس کامونیتی اینوستمنتس، بر توسعه فضاهای عمومی و مراکز تجاری متمرکز است که تعاملات اجتماعی را تقویت می‌کنند، از جمله بازار خوراکی‌های استیت استریت که در سال ۲۰۲۱ افتتاح شد.
وویچیتسکی یکی از بنیانگذاران و مدیرعامل ۲۳ اندمی، یک شرکت آزمایش DNA مستقیم به مصرف‌کننده بود که به مصرف‌کنندگان اجازه می‌دهد تا ریشه و خطرات سلامتی خود را تجزیه و تحلیل کنند. او این شرکت را در سال ۲۰۰۶ با لیندا آوی و پل کوزنزا تأسیس کرد و قصد داشت مردم عادی را از اطلاعات ژنتیکی خود مطلع کند. این طرح می‌تواند اطلاعات بیشتری را در مورد درمان بیماری‌ها یا درمان‌ها، به ویژه با کمک جی‌اس‌کی و سرمایه‌گذاری ۳۰۰ میلیون دلاری آن، فراهم کند. در طرح ۲۳اندمی مصرف‌کنندگان می‌توانند کیت‌های آزمایشی را خریداری کنند که اطلاعات مربوط به اصل و نسب، سلامتی و ویژگی‌های ژنتیکی را ارائه می‌دهد. این شرکت نمونه‌های بزاق را که توسط خریداران پست می‌شود، می‌گیرد و داده‌های ژنتیکی را پردازش می‌کند و نتایج را به صورت آنلاین برای مشاهده خریدار ارسال می‌کند.